# 1997년 OB 베어스 시즌
1997년 OB 베어스 시즌은 OB 베어스가 KBO 리그에 참가한 16번째 시즌이다. 김인식 감독이 팀을 이끈 3번째 시즌이며, 이명수가 주장을 맡았다. 팀은 심정수 안경현 등 공수 주축들의 부상,  쓸만한 좌완투수 부재 탓인지 8팀 중 정규시즌 5위에 그쳐 포스트시즌 진출에 실패했다.
한편, 1997년 3월 15일부터 후쿠오카에서  이 팀 연고 프로야구팀인 다이에와 연습경기를 치뤘다.

## 타이틀
- 올스타 선발: 김상진 (투수), 진갑용 (포수), 김민호 (유격수), 안경현 (3루수), 정수근 (외야수), 심정수 (외야수)
- 올스타전 추천선수: 김경원

## 선수단
- 선발투수 : 김상진, 이경필, 박명환, 진필중, 이광우
- 구원투수 : 강병규, 류택현, 권명철, 한명윤, 김영수, 김환조, 강길용, 한태균, 최용호, 이용호
- 마무리투수 : 김경원, 홍길남
- 포수 : 진갑용, 이도형, 김태형, 최기문, 김광현
- 1루수 : 김형석, 김종석
- 2루수 : 이명수, 이종민, 황일권, 강규철
- 유격수 : 김민호
- 3루수 : 안경현, 김정규
- 좌익수 : 김상호, 장원진, 박상현
- 중견수 : 정수근, 이보형
- 우익수 : 문희성, 심정수, 함석원
- 지명타자 : 이정훈, 김도형, 강신창, 소상영, 김도균, 전형도, 강형석

## 여담
- 5월 23일 한화 이글스와의 경기에서 팀 타선은 상대 선발 정민철에게 막혀 KBO 리그 역대 최초의 퍼펙트를 헌납할 위기에 처했으나, 심정수가 상대 포수 강인권이 공을 빠뜨린 사이 낫아웃 출루에 성공해 퍼펙트게임이 무산되었다. 다만 결과적으로 노히터는 헌납했다.
- 황일권은 이 시즌을 끝으로 은퇴하여 구단 사상 통산 최저 WAR(-1.67) 기록을 세웠다.
- 에드가 케세레스는 외국인 선수 드래프트에서 1라운드에 지명되어 OB 베어스 역대 최초의 외국인 선수가 되었다. 또한 KBO 리그 역대 최초의 베네수엘라 국적 선수이기도 하다.